# Ligue des champions arabes de football 2008-2009
Navigation
Édition précédente
La Ligue des champions arabes 2008-2009 a débuté en octobre 2008.
Il s'agit de la 6e édition de cette compétition, et la 6e depuis l'adoption de la nouvelle formule en (depuis 2004).
Elle a vu le 2e sacre du club tunisien l'Espérance de Tunis de son histoire.

## Calendrier
| Nom                 | Match aller      | Match retour     | Participants |
| ------------------- | ---------------- | ---------------- | ------------ |
| Tours préliminaires |                  |                  |              |
| Premier tour        | 4-6 octobre 2008 | 4-6 octobre 2008 | 4 → 2        |
| Deuxième tour       | 10 octobre 2008  | 10 octobre 2008  | 2 → 1        |
| Phase finale        |                  |                  |              |
| Seizièmes de finale | 28-29 oct.       | 25-26 nov.       | 32 → 16      |
| Huitièmes de finale | 15-16 déc.       | 26-28 déc.       | 16 → 8       |
| Quarts de finale    | 1er-4 mars       | 19-21 mars       | 8 → 4        |
| Demi-finales        | 11-12 avril      | 25-26 avril      | 4 → 2        |
| Finale              | 9 mai            | 21 mai           | 2 → 1        |

## Primes monétaires
Les primes monétaires sont distribués aux clubs, comme suit :
| Classement         | Prime       |
| ------------------ | ----------- |
| Vainqueur          | 1 000 000 $ |
| Finale             | 650 000 $   |
| Demi-finale        | 200 000 $   |
| Quart de finale    | 100 000 $   |
| Huitième de finale | 40 000 $    |
| Seizième de finale | 20 000 $    |
| Qualification      | 5 000 $     |

## Tours préliminaires
Le tournoi qualificatif à la phase finale est organisé à Djibouti et concerne quatre équipes : les locaux du FC Société Immobilière Djiboutienne de Kartileh, les Palestiniens de Wadi Al-Nes, les Somaliens de SITT Daallo et les Comoriens de la JACM Mitsoudjé.
| Date            | Club                   | Score        | Club           |
| Premier tour    | Premier tour           | Premier tour | Premier tour   |
| --------------- | ---------------------- | ------------ | -------------- |
| 4 octobre 2008  | Wadi Al-Nes            | 4 - 1        | JACM Mitsoudjé |
| 6 octobre 2008  | FC Société Immobilière | 2 - 2tab     | SITT Daallo    |
| Deuxième tour   |                        |              |                |
| 10 octobre 2008 | FC Société Immobilière | 2 - 4        | Wadi Al-Nes    |

## Phase finale

### Seizièmes de finale
| Équipe 1             | Résultat       | Équipe 2                  | Aller | Retour |
| -------------------- | -------------- | ------------------------- | ----- | ------ |
| Raja CA              | 6 - 2          | Al Taliya Hama            | 4 - 0 | 2 - 2  |
| ES Tunis             | 0 - 0 9 - 8tab | Al-Ahly Tripoli           | 0 - 0 | 0 - 0  |
| CS sfax              | 3 - 0          | ASC Nasr de Sebkha        | 3 - 0 | 0 - 0  |
| Wydad AC             | 5 - 0          | Shabab Al-Ordon Club      | 3 - 0 | 2 - 0  |
| USM Alger            | 4 - 3          | Al Wehda                  | 3 - 0 | 1 - 3  |
| ES Sétif             | 3 - 2          | Al-Ansar Club             | 3 - 2 | 0 - 0  |
| Al-Qowa Al-Jawiya    | 2 - 1          | HUS Agadir                | 2 - 1 | 0 - 0  |
| Al-Faisaly           | 2 - 1          | Wadi Al-Nes               | 0 - 0 | 2 - 1  |
| Al-Weehdat           | 3 - 1          | Dhofar Club               | 2 - 1 | 1 - 0  |
| Al-Ittihad Tripoli   | 2 - 3          | US Monastir               | 1 - 1 | 1 - 2  |
| Al Ittihad Alep      | 0 - 0 4 - 2tab | USM Annaba                | 0 - 0 | 0 - 0  |
| Ismaily SC           | 7 - 2          | Busaiteen Club            | 3 - 1 | 4 - 1  |
| forfait Koweït SC    | -              | Al Hilal Hudaydah         | 3 - 0 | -      |
| forfait Qadsia SC    | -              | Al-Hazm Rass              | -     | -      |
| Al Hilal Omdurman    | -              | Al-Arabi SC forfait       | -     | -      |
| Al Merreikh Omdurman | -              | Al Sha'ab Sharjah forfait | -     | -      |

### Huitièmes de finale
| Équipe 1                  | Résultat | Équipe 2    | Aller | Retour |
| ------------------------- | -------- | ----------- | ----- | ------ |
| Al Hilal Hudaydah         | 2 - 8    | ES Tunis    | 1 - 2 | 1 - 6  |
| Al-Hazm Rass              | 1 - 5    | Al-Faisaly  | 0 - 2 | 1 - 3  |
| CS sfax                   | 1 - 0    | Raja CA     | 0 - 0 | 1 - 0  |
| Ismaily SC                | 7 - 2    | USM Alger   | 3 - 1 | 4 - 1  |
| Al-Qowa Al-Jawiya         | 1 - 3    | US Monastir | 1 - 1 | 0 - 2  |
| Al Merreikh Omdurman      | 7 - 8    | Al-Weehdat  | 3 - 1 | 4 - 7  |
| Al Ittihad Alep           | 1 - 2    | Wydad AC    | 1 - 0 | 0 - 2  |
| forfait Al Hilal Omdurman | -        | ES Sétif    | 1 - 2 | -      |

### Quarts de finale
| Équipe 1    | Résultat       | Équipe 2 | Aller | Retour |
| ----------- | -------------- | -------- | ----- | ------ |
| Ismaily SC  | 3 - 3 3 - 4tab | ES Tunis | 1 - 2 | 2 - 1  |
| Al-Faisaly  | 2 - 7          | CS sfax  | 2 - 3 | 0 - 4  |
| US Monastir | 2 - 4          | ES Sétif | 1 - 1 | 1 - 3  |
| Al-Weehdat  | 2 - 5          | Wydad AC | 2 - 1 | 0 - 4  |

### Demi-finales
| Équipe 1 | Résultat | Équipe 2 | Aller | Retour |
| -------- | -------- | -------- | ----- | ------ |
| ES Sétif | 0 - 3    | ES Tunis | 0 - 1 | 0 - 2  |
| CS sfax  | 1 - 3    | Wydad AC | 1 - 1 | 0 - 2  |

### Finale
| Équipe 1 | Résultat | Équipe 2 | Aller | Retour |
| -------- | -------- | -------- | ----- | ------ |
| Wydad AC | 1 - 2    | ES Tunis | 0 - 1 | 1 - 1  |

| Ligue des champions arabes Vainqueur 2008-2009 |
| ---------------------------------------------- |
| ES Tunis Deuxième titre                        |